# Mary Gay Scanlon
Mary Gay Scanlon (Syracuse, 30 de agosto de 1959) é uma advogada e política norte-americana. Ela é membro da Câmara dos Representantes dos Estados Unidos, representando o 5.º distrito congressional da Pensilvânia, desde que assumiu o cargo em 3 de janeiro de 2019. O distrito abrange todo o condado de Delaware e parte do sul da Filadélfia. Ela foi empossada como membro do 7.º distrito congressional da Pensilvânia em 13 de novembro de 2018. Ela foi eleita para os dois cargos em 6 de novembro de 2018. Naquele dia, ela concorreu em uma eleição especial no antigo 7.º para cumprir o mandato de seu antecessor, Pat Meehan, e em uma eleição regular para um mandato de dois anos completo no novo 5.º distrito. Ela é membro do Partido Democrata.

## Infância e educação
Scanlon nasceu em Syracuse, Nova Iorque, mas a partir dos 6 anos foi criada  em Watertown, Nova Iorque. É filha de Daniel J. Scanlon Jr. e Carol Florence Yehle, e tem duas irmãs, Elizabeth Maura Scanlon e M. Kathleen Scanlon. Seu pai era advogado e foi nomeado magistrado em tempo parcial em 1971 e magistrado em tempo integral em 1993. Seu avô materno, Leo J. Yehle, foi um juiz de família que ajudou a escrever o primeiro código de justiça juvenil em Nova Iorque na década de 1960.
Scanlon obteve seu diploma de bacharel pela Universidade Colgate em 1980 e seu Juris Doctor pela Faculdade de Direito da Universidade da Pensilvânia em 1984. Ao concluir seus estudos, tornou-se escriturária do Superior Tribunal da Pensilvânia.

## Vida pessoal
Scanlon vive em Swarthmore com o marido, Mark Stewart. Eles têm três filhos crescidos.

## Posições políticas
De acordo com o Delaware County Daily Times, os interesses políticos de Scanlon "incluem a necessidade de eleições justas; desafios à liberdade de expressão; acesso a assistência médica e educação pública; direitos humanos para as vítimas de opressão econômica e política; controle de armas e ameaças ao meio Ambiente". Ela é a favor do pré-K universal e apoia adescriminalização da maconha. A fim de reduzir o déficit federal, a Scanlon quer reverter a Lei de Cortes de Impostos e Empregos. Sobre o assunto de um salário mínimo de 15 dólares, ela diz que gosta "como uma meta, mas acho que precisamos ter cuidado e provavelmente desenvolve-lo".